# ルートヴィヒ1世 (バイエルン公)

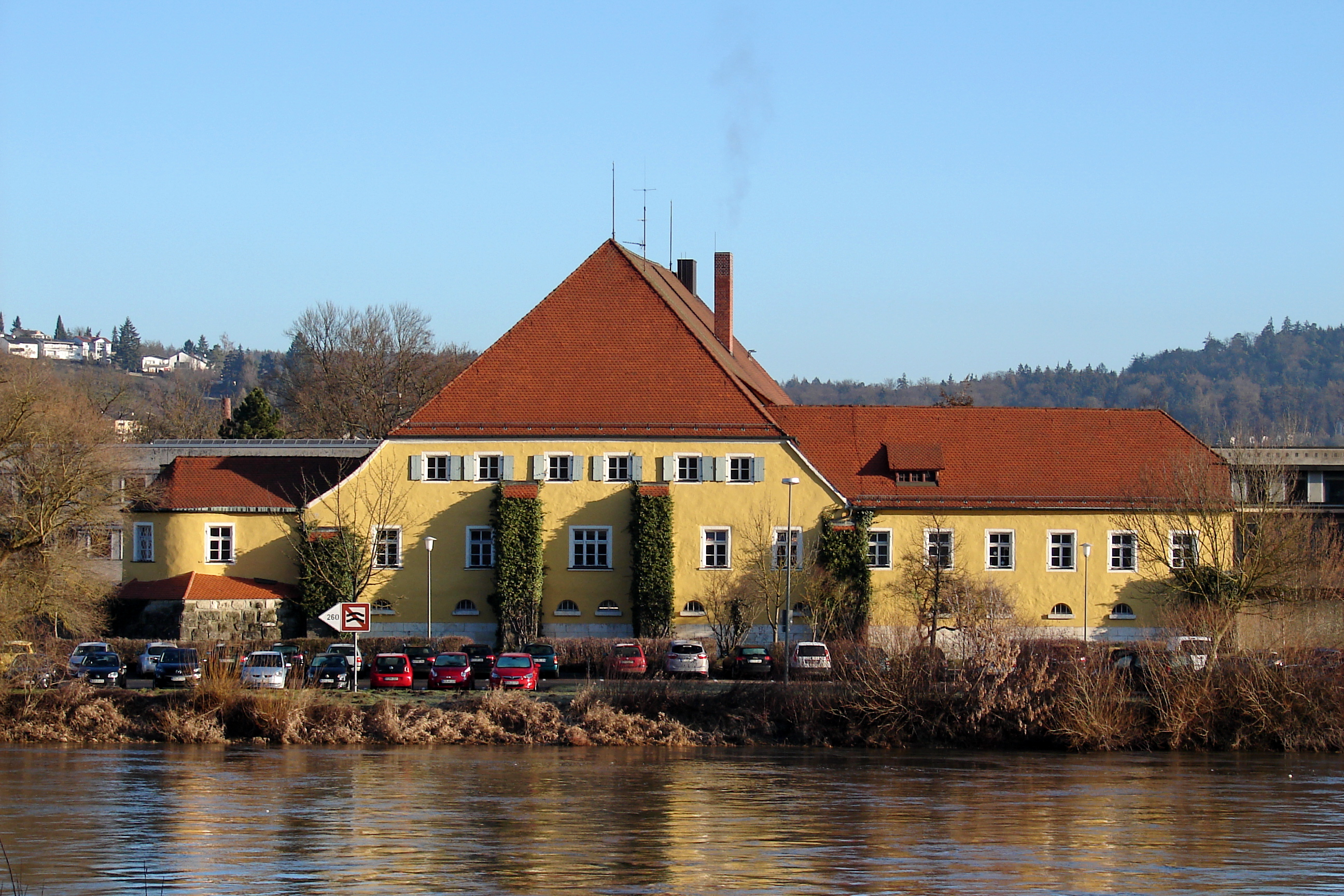
ケルハイム

ルートヴィヒ1世（Ludwig I., 1173年12月23日 - 1231年9月15日）は、バイエルン公（在位：1183年 - 1231年）、ライン宮中伯（在位：1214年 - 1231年）。ケルハイムで生まれ、死去したため「der Kelheimer」と呼ばれる。バイエルン公オットー1世とアグネス・フォン・ローンの間の唯一成人した息子である。ボヘミア公ベドジフの娘ルドミラと結婚した。

## 生涯

### 生い立ち
1183年に父が亡くなるとすぐに、ルートヴィヒ1世は叔父のマインツ大司教コンラート・フォン・ヴィッテルスバッハと皇帝フリードリヒ1世・バルバロッサの後見下に置かれた。母アグネスは、精力的で進取的な指導者であり、バイエルンの摂政を引き継ぎ、息子の相続財産を確保した。1189年、16歳で成人し親政を開始したときには、すでにレーゲンスブルク城伯とズルツバッハ伯の断絶に関する争いの真っ只中に置かれていた。これに乗じて皇帝フリードリヒ1世はレーゲンスブルクとズルツバッハを皇帝領とした。皇帝が十字軍で亡くなり、1191年4月15日に息子のハインリヒ6世がローマで王位に就くと、まもなくシュタウフェン家の領土政策の見直しを要求するボヘミア王オタカル1世とその義弟のボーゲン伯アルブレヒト3世に叛意があるこことを知った。これにより、アルブレヒト3世は皇帝の領土からズルツバッハを奪取する計画を立てていた。ルートヴィヒ1世は直ちに調停を試み、対立を解決するためにラウフェンでの帝国議会の開催を呼びかけ、これは帝国内の多くの諸侯の注目を集めた。しかしボーゲン伯を止めることはできず、ズルツバッハは占領された。ルートヴィヒ1世がこれに反対し戦争が勃発した。ルートヴィヒ1世の軍はアルブレヒト3世とオタカル1世の連合軍により押し戻された。オーストリア公レオポルト5世やメラーン公ベルトルトの猛反撃も状況を変えることはできなかった。そしてルートヴィヒ1世は、アルブレヒト3世がズルツバッハを離れるまで決して立ち止まらないと誓っていた。
1192年の夏、ルートヴィヒ1世はヴォルムスで皇帝ハインリヒ6世と他の多くの諸侯の立会いの下、剣と帯を授与するドイツの伝統的な騎士の儀式を受けた。1193年までに、皇帝ハインリヒ6世はこの対立に直接関与し、ズルツバッハを占領し、アルブレヒト3世は戦いの停止を宣言した。アルブレヒト3世は追放され、ボヘミア王オタカル1世は公領を剥奪されることになった。これにより、ルートヴィヒ1世はその後15年間、シュタウフェン側に留まる事になった。ルートヴィヒ1世はマインツのヴュルツブルクおよびマインツの議会で支持を表明し、プッリャおよびシチリアへの随行に参加し、そこでハインリヒ6世の南イタリアに対する相続権を確保するために皇帝とともにとどまることになる。
皇帝が亡くなるまで、ルートヴィヒ1世はハインリヒ6世の忠実な支持者であり続け、1194年にはホーエンシュタウフェン家によるシチリア王国征服のための2度目のイタリア遠征に同行し、シチリア王位はハインリヒ6世の妃コスタンツァが唯一の後継者とされた。ハインリヒ6世の死後の王位をめぐる争いにおいても、ルートヴィヒ1世は依然としてシュヴァーベン公フィリップの主要な支持者の一人であった。しかし、その継続的な支援には代償が伴った。1196年にシュテフリンク方伯が相続人を残さずに亡くなったとき、ハインリヒ6世はこの地域を帝領に含めず、代わりにルートヴィヒ1世に与えた。突然、ザルツブルク大司教エーバーハルトとレーゲンスブルク司教コンラートの意見が対立し、ルートヴィヒ1世に対して宣戦布告し、教会の建造物もその他の建造物も関係なく攻撃した。平和を取り戻したのはルートヴィヒ1世の人柄によるものであった。
翌1197年、ルートヴィヒ1世は十字軍の出発の準備のため皇帝とともにシチリア島に向かった。しかし、ハインリヒ6世は病気で死去した。おそらくマラリアにより突然亡くなったとみられる。そして出発は取りやめとなった。ハインリヒ6世の死はドイツの歴史の中で最も困難な時代の始まりとなった。

### 権力の掌握
北ドイツと西ドイツの諸侯は、主に教皇ケレスティヌス3世の勧めにより、新皇帝の誕生を要求し、オットー・フォン・ブラウンシュヴァイクを選出したが、南ドイツと東ドイツの諸侯はホーエンシュタウフェン家への忠誠を守り続けた。確かに、幼い息子フリードリヒ2世が2歳でドイツ王に選出されたとき、皇帝はまだ生存していたが、息子が他の勢力により地位を脅かされるようになろうとは考えもしなかった。北ドイツと西ドイツの諸侯の選択に対抗できる唯一の勢力はハインリヒ6世の弟フィリップであり、フィリップは当初摂政になることを考えていたが、南ドイツと東ドイツの諸侯が代わりの王を必要としていたために摂政就任を拒否された。そしてフリードリヒ2世は若年すぎた。そのため、1198年には二重選挙が行われた。同年、ルートヴィヒ1世の宿敵であるボーゲン伯アルブレヒト3世が死去した。したがって、ルートヴィヒ1世にとっては問題が1つ減り、大きな機会が1つ得られることとなった。
ルートヴィヒ1世は、叔父のボヘミア王オタカル1世と同盟を結ぶために、1204年にボーゲン伯アルブレヒト3世の未亡人ルドミラ・フォン・ベーメンと結婚した。これにより、少なくとも直接的ではないにしても、ボーゲン伯アルブレヒト3世（オタカル1世の義弟）の領地に対する権利も与えられた。同年、フォーブルク辺境伯位もルートヴィヒ1世に与えられた。
言い伝えによると、ルートヴィヒ1世はルドミラ・フォン・ベーメンと愛情を抱いて近づいたが、ルドミラは自分を欺くためにそうしたのではないかと恐れ、信頼していた3人をカーテンの後ろに隠し、3枚の絵を掲げて持たせたという。その上で、ルドミラはルートヴィヒ1世が証人の前で結婚すると約束しない限り、もう会わないでほしいと懇願した。ルートヴィヒ1世はためらったが、ルドミラは3枚の絵を指差し、「あの人たちはあなたの約束の証人になるはずです。」と言いました。ルートヴィヒ1世は、これらの絵が自分に対して裁きを起こすことは決してできないと考え、ルドミラが望む限りの抗議をしたため、カーテンを開け、3人の生き証人を見せた。ルートヴィヒ1世はその計略にすっかり魅了され、その後ルドミラと結婚した。
カーム辺境伯は1204年に相続人を残さずに亡くなり、その結果、ドイツ王フィリップから大部分の領地がルートヴィヒ1世に与えられた。しかし、ノルトガウ辺境領は帝領として残された。この新たな領地を利用してルートヴィヒ1世はランツフートの町を建設し、同年そこにトラウスニッツ城の建設を開始した。

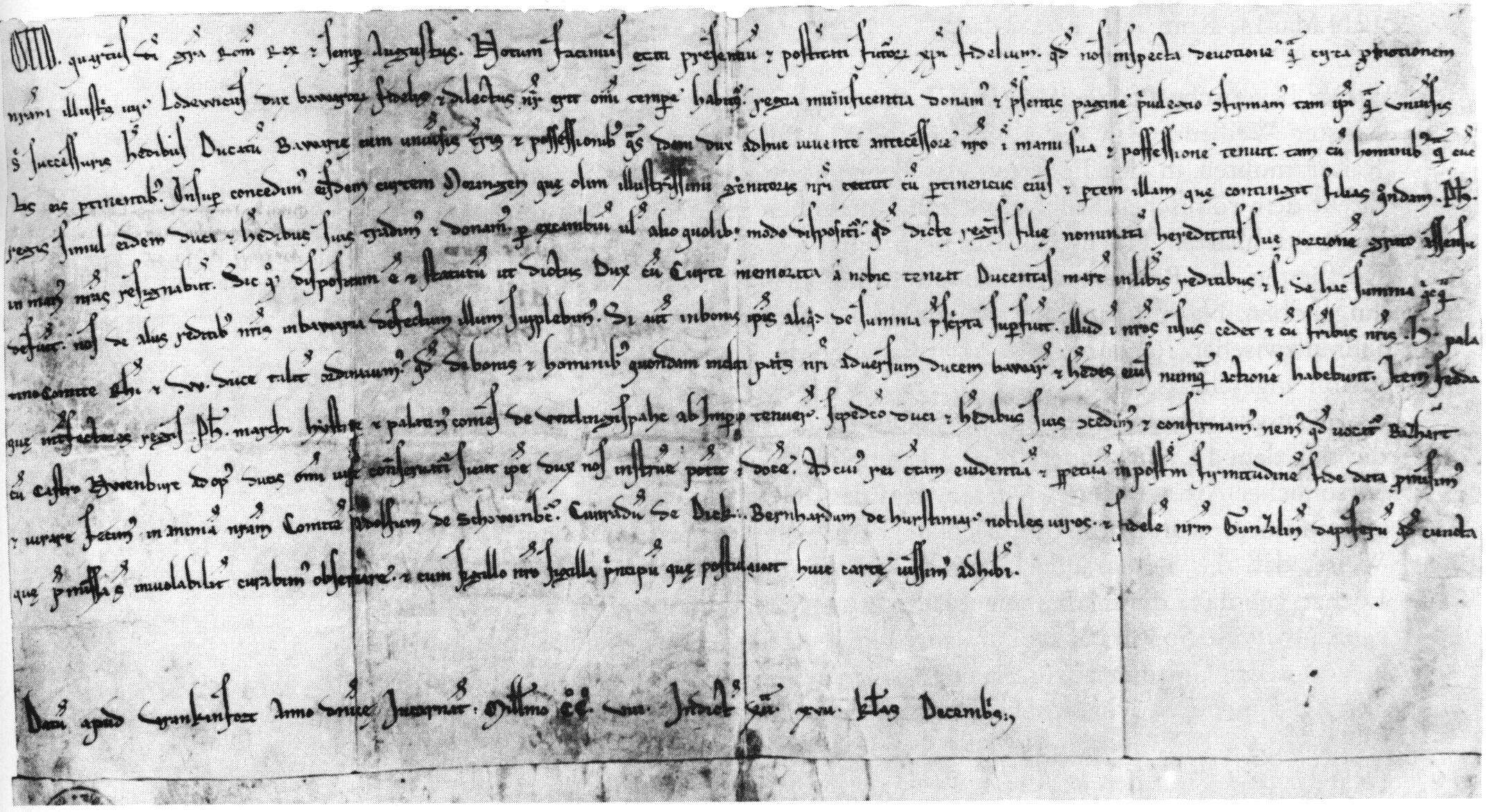
ルートヴィヒ1世にバイエルンを与えた1208年11月15日のオットー4世の憲章

1208年6月までに、帝国の多くの領主がフィリップとともにバンベルク司教領の首都であるバンベルクに集まり、フィリップの姪であるブルゴーニュ女伯ベアトリス2世とメラーン公オットー1世の結婚式を祝っていた。式典はアンデクス家のバンベルク司教エクベルト（オットー1世の弟）とイストリア辺境伯ハインリヒ2世が主宰した。式典の後、フィリップは自室に退いたが、そこでルートヴィヒ1世の従兄弟であるバイエルン宮中伯オットー8世により殺害された。バイエルン宮中伯オットー8世は王の護衛を逃れて街から逃走した。領主たちは直ちに宮廷集会を召集され、王殺害の犯人はアンデクス家のせいであると非難した。アンデクス家が直接関与したかどうかは議論の対象となっているが、それがアンデクス家の監視下で起こったかというとそうではない。アンデクス家は少なくとも黙認の罪を犯しており、ルートヴィヒ1世はイストリア辺境伯ハインリヒ2世を最も疑っていた。アンデクス家は全員、無罪とみなされたメラーン公オットー1世とその花嫁ベアトリス2世を除いて、その領地から追放された。こうして、バイエルンにおいて古くから同盟を結んでいた一族が一夜にして敵となった。ルートヴィヒ1世はすぐにバンベルクを去り、進軍してイストリア辺境伯領を占領した。
フィリップの殺害後、ルートヴィヒ1世はただちにオットー4世・フォン・ブラウンシュヴァイクを支持せず、自身の影響下でバイエルンで新国王選挙を実施し、誰を支持するかを決定した。最終的に、他の多くの人と同様に、自分と一族の利益を確保するために、ルートヴィヒ1世はオットー4世と取引を結び、オットー4世はルートヴィヒ1世にアンデクス家の帝国領地を与え、ライン宮中伯領の継承を保証し、ヴィッテルスバッハ家による恒久の統治を確認した。
それにもかかわらず、1211年にルートヴィヒ1世は再びホーエンシュタウフェン家側についた。皇帝フリードリヒ2世は、1214年にルートヴィヒ1世にライン宮中伯領を与えた。また、ルートヴィヒ1世の息子オットー2世は、ハインリヒ獅子公とホーエンシュタウフェン家のライン宮中伯コンラートの孫娘であるアグネス・フォン・ブラウンシュヴァイクと結婚した。この結婚により、ヴィッテルスバッハ家はライン宮中伯領を継承し、最終的には1918年までヴィッテルスバッハ家の領地であり続けた。その時以来、ライオンがバイエルンとプファルツの紋章となっている。

### 第5回十字軍
1215年7月23日、ルートヴィヒ1世は神聖ローマ皇帝フリードリヒ2世の2度目の戴冠式を監督するためアーヘンにいた。滞在の間、ルートヴィヒ1世とフリードリヒ2世は両方とも十字軍の誓いを立てた。ルートヴィヒ1世はフリードリヒ2世自身が到着するまで、皇帝に先立って帝国軍の指揮官に任命された。
1218年にシュトラウビングの町を建設した。
皇帝は十字軍の遠征のためにルートヴィヒ1世に銀貨2000マルクを与えた。
1221年5月、ルートヴィヒ1世はパッサウ司教ウルリヒ2世、バーデン＝バーデン辺境伯ヘルマン5世、ジャン・ド・ブリエンヌ、その他多くの貴族とともにバイエルン軍を率いて出航した。 ルートヴィヒ1世らの艦隊がダミエッタに到着するとすぐに、市内で教皇特使ペラジオ・ガルヴァーニとの協議が行われた。ルートヴィヒ1世は、川がいつものように増水する前に軍隊を結集してスルターンの野営地を攻撃するよう勧めていた。計画が立てられ、6月29日に川の上流に陣営が設置された。7月6日、特使は3日間の断食を命じ、裸足でキリストの旗を担ぎ、川が上昇する場所にそれを立てた。その翌日、ジャン・ド・ブリエンヌが支援のために多数の軍隊を率いてやって来た。そして7月17日、ルートヴィヒ1世らはファラスクールに集まり、そこで敵に遭遇した。ファラスクールの戦いでは敵を見事に撃退し、十字軍側に損失は出なかった。ルートヴィヒ1世、ジャン・ド・ブリエンヌ、司教、大司教、騎士団長の援助に加え、特使は騎士とその従者たちに賃金を与え、任務を遂行するために労力も財産も惜しまず武装船を派遣した。
7月19日、サラセン人は十字軍に対して大規模な騎兵部隊を派遣した。イスラム教徒はキリスト教徒を取り囲んで矢を放ち、接近戦を避けていた。十字軍も同様に反撃し、イスラム教徒は撤退した。しかし翌7月20日、敵はこれまで以上に激しく攻撃してきたが、十字軍の負傷者や死者の数はごく少数にとどまった。7月21日までにイスラム教徒は再び撤退した。しかしその際、イスラム軍は十字軍がその足がかりと食糧を獲得するのを防ぐために、その過程で多くの村を焼き払った。しかし十字軍は多くの放棄された村で食糧を見つけることができたため、これは失敗に終わった。これにより、十字軍はスルタンが破壊したサラムサを平和的に通過することができた。
ルートヴィヒ1世はエジプトで人質としてスルターンのアル＝カーミルに引き渡されたが、後に釈放された。1225年、ルートヴィヒ1世は若きドイツ王ハインリヒ7世の後見を引き継いだ。しかしその後、ルートヴィヒ1世とハインリヒ7世および皇帝の両方との関係が悪化した。皇帝とは教会の政策に関して意見の相違があり、1229年のハインリヒ7世との対立では戦闘も勃発したが、ルートヴィヒ1世は敗北した。ルートヴィヒ1世はイタリアの鍵戦争の間に教皇とシュタウフェン家に対し陰謀を企てた。しかし圧力を受けて、ルートヴィヒ1世は1230年にケルハイム城に戻った。
ルートヴィヒ1世は1224年にランダウ・アン・デア・イーザルを建設した。

### 暗殺

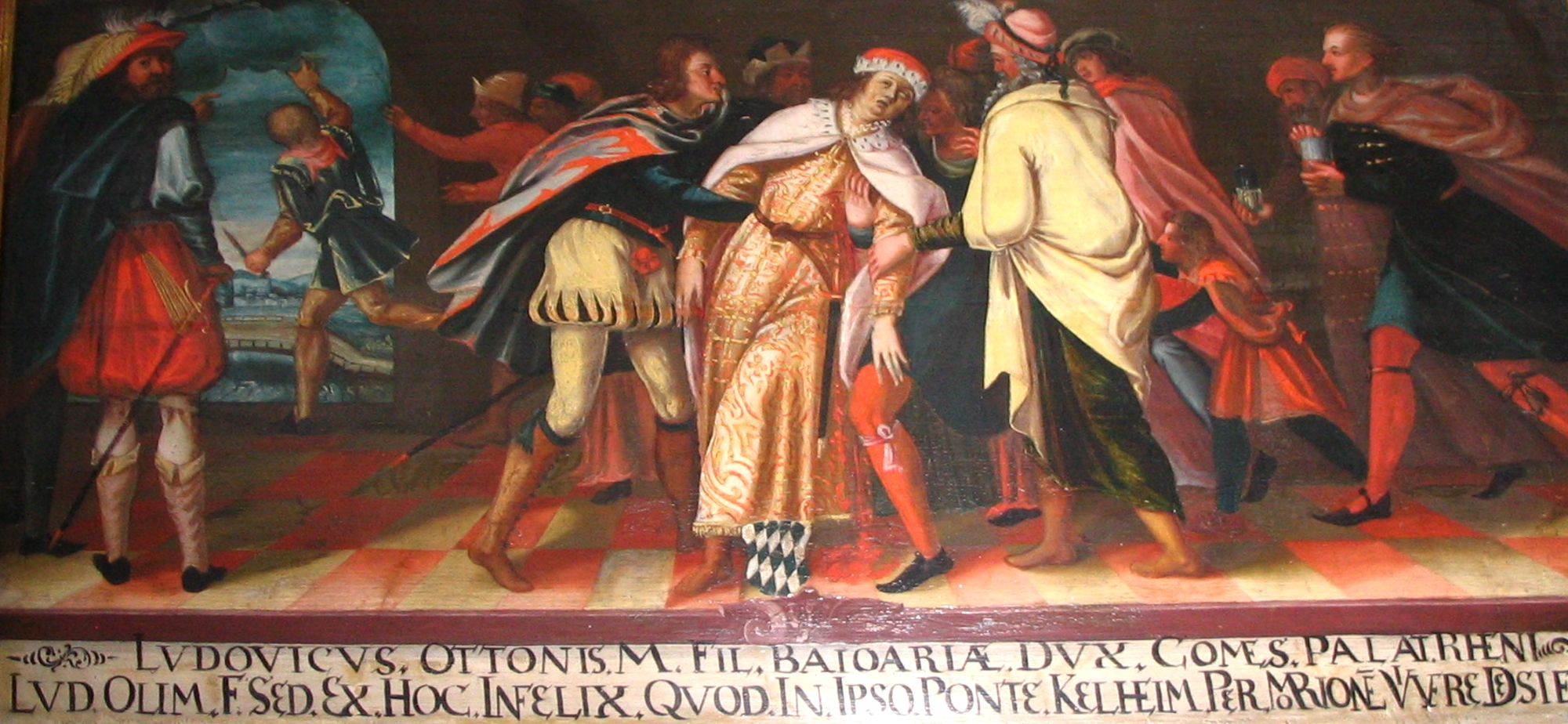
ルートヴィヒ1世の暗殺（シェイエルン修道院）

ルートヴィヒ1世は1231年にケルハイムの橋で殺害された。この犯人は暗殺教団のメンバーであったといわれているが即座に殺害されたため、この暗殺の真相は解明されることはなかったが、多くの人が背後に皇帝フリードリヒ2世がいたのではないかと疑っていた。その後、ケルハイムはヴィッテルスバッハ家の恩顧と公爵の居城としての地位を失った。ルートヴィヒ1世の息子で後継者であるオットー2世は、翌年に橋を破壊し、その門を礼拝堂とした。ルートヴィヒ1世はシャイエルン修道院の地下室に埋葬された。